# 裴鑫依
裴鑫依（2005年1月10日—），中国女子举重运动员，2022年世界举重锦标赛女子64公斤级金牌得主、2023年亚洲举重锦标赛女子59公斤级银牌得主、2023年世界举重锦标赛女子59公斤级铜牌得主。